# Alessandro Sanminiatelli Zabarella
Alessandro Sanminiatelli Zabarella (Radicondoli, 4 agosto 1840 – Montecastello, 24 novembre 1910) è stato un cardinale italiano.

## Biografia
Nacque a Radicondoli il 4 agosto 1840 dal conte ing. Ferdinando Sanminiatelli Zabarella e Leopolda Pescatori di Peccioli. .
Papa Leone XIII lo elevò al rango di cardinale-presbitero nel concistoro del 15 aprile 1901, con il titolo dei Santi Marcellino e Pietro.
Morì a Montecastello (Monte Castello), nel comune di Pontedera, il 24 novembre 1910, all'età di 70 anni.
Fu sepolto a Roma, al cimitero del Verano.

## Genealogia episcopale
La genealogia episcopale è:
- Cardinale Scipione Rebiba
- Cardinale Giulio Antonio Santori
- Cardinale Girolamo Bernerio, O.P.
- Arcivescovo Galeazzo Sanvitale
- Cardinale Ludovico Ludovisi
- Cardinale Luigi Caetani
- Cardinale Ulderico Carpegna
- Cardinale Paluzzo Paluzzi Altieri degli Albertoni
- Papa Benedetto XIII
- Papa Benedetto XIV
- Cardinale Enrico Enriquez
- Arcivescovo Manuel Quintano Bonifaz
- Cardinale Buenaventura Córdoba Espinosa de la Cerda
- Cardinale Giuseppe Maria Doria Pamphilj
- Papa Pio VIII
- Papa Pio IX
- Cardinale Alessandro Sanminiatelli Zabarella